# Бокилија (Флорида)
Бокилија (енгл. Bokeelia) насељено је место без административног статуса у америчкој савезној држави Флорида.

## Демографија
По попису из 2010. године број становника је 1.780, што је 217 (-10,9%) становника мање него 2000. године.
| Група             | 2000.         | 2010.         |
| Белци             | 1.728 (86,5%) | 1.407 (79,0%) |
| Афроамериканци    | 5 (0,3%)      | 8 (0,4%)      |
| Азијати           | 6 (0,3%)      | 6 (0,3%)      |
| Хиспаноамериканци | 249 (12,5%)   | 342 (19,2%)   |
| Укупно            | 1.997         | 1.780         |